# エコロジカル・トラップ
エコロジカル・トラップ（Ecological trap：生態的罠、生態学的罠）とは、急速な環境変化によって、生物が質の低い生息地を選択してしまうようになる状況を指す。この概念は、「生息地を積極的に選択している生物は、質の高い生息地を特定するために環境上の手がかりに頼らざるを得ない」という考えから生まれている。環境の変化が急激に起こった場合、その環境を生息地選択の指標として用いていた生物は、信頼性の低くなった指標をもとに質の低い生息地に誘引されてしまう可能性がある。

## 概要
エコロジカル・トラップの概念は、1972年にDwernychukとBoagによって導入された。 
エコロジカル・トラップは、ある生息地の魅力が、生存や繁殖にとっての価値と比べて不釣り合いに増加してしまった場合において発生すると考えられている。その結果として、生存する上での質は悪いが環境指標として魅力的な生息地が誤って好まれてしまい、その逆に質は良いが魅力的ではない生息地が回避されてしまうこととなる。
例えばルリノジコは通常、低木林や草原から樹冠の閉じた森林へと遷移中の環境に営巣する。しかし人間の活動によって、より「鋭い」林縁が作られることがあり、ルリノジコはこのような林縁を好んで営巣する。しかし、このような人工的な林縁は、彼らの巣を狙う捕食者も呼び寄せてしまう。このようにして、ルリノジコは営巣成功率が最も低い、高度に改変された生息地を好んでしまう。
理論的・実証的研究により、生息地の質を判断するうえでのミスが個体数の減少や絶滅につながる可能性があることが示されている。このようなミスマッチは生息地の選択に限らず、あらゆる行動状況（捕食者回避、交尾相手の選択、採餌場選択など）で起こりうる。このようにエコロジカル・トラップは、より広範な現象であるエボリューショナル・トラップ（進化的罠）のサブセットである。
この現象は人為的な生息環境の変化のために広まっている可能性がある。

## 偏光汚染
偏光汚染は、おそらくエコロジカル・トラップを引き起こす要因として最も説得力があり、よく研究されている現象である。偏光光源への定位行動は、少なくとも300種のトンボ、カゲロウ、トビケラ、アブ、ゲンゴロウ、水生カメムシ、その他の水生昆虫が、適切な餌場や繁殖地、産卵場所として必要な水域を探す際の最も重要なメカニズムである（Schwind 1991; Horváth and Kriska 2008）。人工的な偏光反射面（例えばアスファルト、墓石、自動車、プラスチックシート、油溜まり、窓など）は強い直線偏光の特徴を持つため、しばしば水域と間違えられる（Horváth and Zeil 1996; Kriska et al. 1998, 2006a, 2007, 2008; Horváth et al. 2007, 2008）。これらの表面で反射された光は、水面で反射された光よりも高い偏光度をもつことが多く、人工偏光面は偏光走性を持つ水生昆虫にとって実際の水域よりも魅力的になることがあり（Horváth and Zeil 1996; Horváth et al. 1998; Kriska et al. 1998）、これらの表面が超常的な光学刺激として作用する誇張された水面のように見える。その結果、トンボ、カゲロウ、トビケラ、その他の水を求める種は、実際の水域よりもこれらの表面上で交尾、着地、群れ形成、産卵を好んで行うようになる。